# Bulbophyllum anceps
Bulbophyllum anceps là một loài phong lan thuộc chi Bulbophyllum.